# Огуски језици
Огуски или југозападнотуркијски језици, су огранак туркијских језика. Ови језици су у употреби углавном у југозападној и средњој Азији, а у мањој мери и у југоисточној и источној Европи. Укупан број говорника ових језика је око 110 милиони људи.

## Карактеристике
- Губљење почетног /h/
- Губљење инструментала -n
- Озвучување плозивних испред предњих самогласника
- Губљење  иза  (нпр. quru < quruq ("суво"); sarɯ < sarɯɣ ("жута"))
- Промена -gan у -an

## Језици
| пратуркијски | огуски | саларски       | саларски       | - саларски                                                                           |
| пратуркијски | огуски | западни огуски | западни огуски | - турски (и изумрли османски турски) - азербејџански - гагаушки - балкански гагаушки |
| пратуркијски | огуски | источни огуски | источни огуски | - туркменски - хорасански туркијски                                                  |
| пратуркијски | огуски | јужни огуски   | јужни огуски   | - афшарски - ирански туркијски језици (кашкајски, сонкорски, ајналски итд)           |

- Изумрли печенешки језик је највероватније био огуски језик, али није довољно добро документован, због чега је обично изостављен из класификације.[2]

Битно је поменути и да су два кипчачка језика кримскотатарски и урумски, под великим утицајем огуских језика, пре свих под утицајем турског.